# Эвинруд, Оле

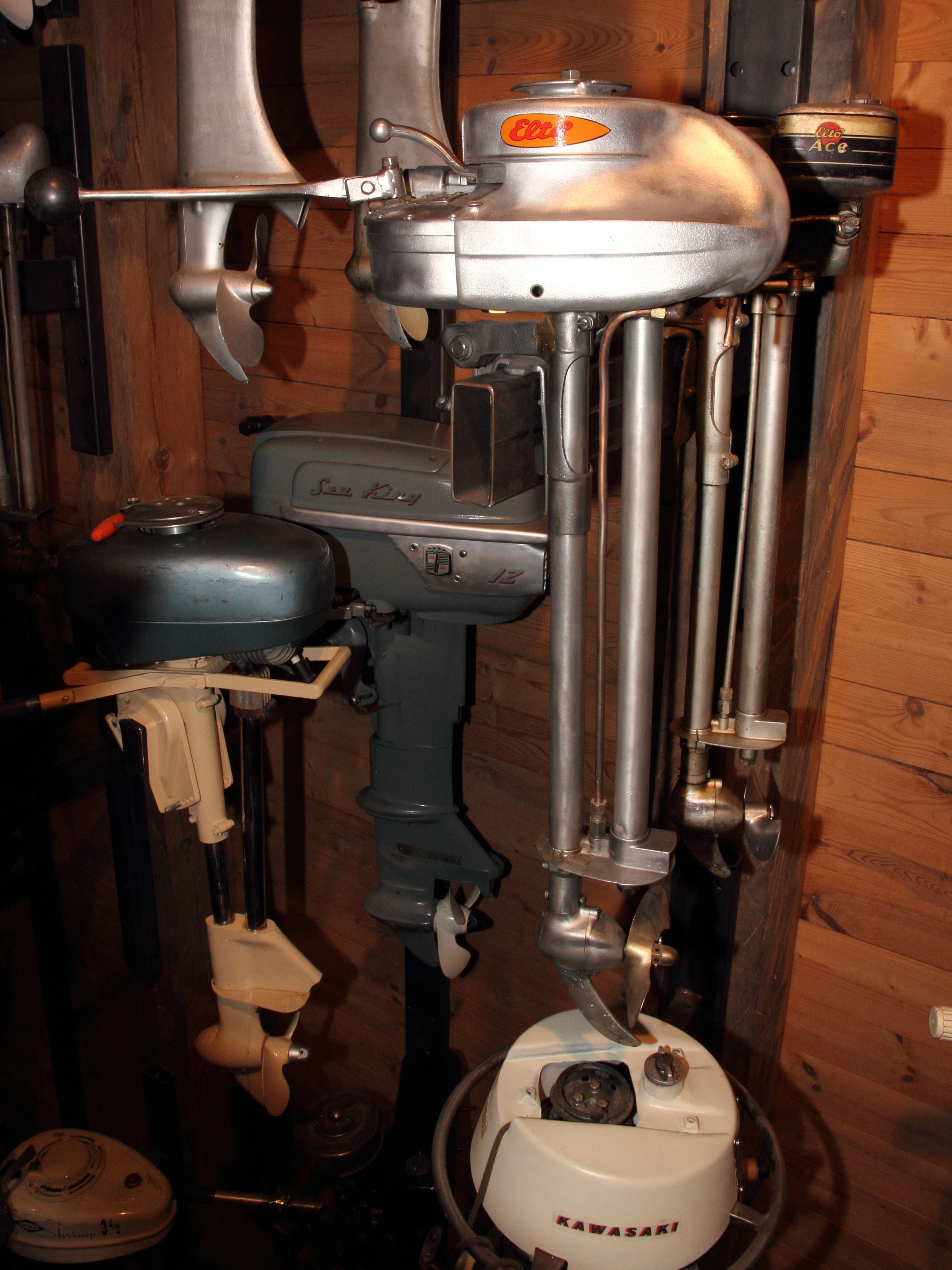
Лодочный мотор фирмы ELTO

Оле Эвинруд (норв. Ole Evinrude; 1877—1934) — норвежско-американский изобретатель, автор классической конструкции подвесного лодочного мотора.

## Биография
Родился 19 апреля 1877 года в городе Хюнндален муниципалитета Вордал, ныне город Йёвик губернии Оппланн, Норвегия. Фамилию Эвинруд он взял, когда переехал в США (так называлась ферма в коммуне Вестре-Тутен, откуда была родом его мать).
Семья эмигрировала в Соединённые Штаты Америки в октябре 1881 года — сначала туда переехал отец, затем мать с тремя детьми. Трое других детей родились уже в Америке. Семья поселилась на ферме возле озера Рипли, недалеко от Кембриджа, штат Висконсин.
В шестнадцать лет Эвинруд переехал в город Мадисон этого же штата, где работал в магазине техники и учился на инженера на собственные средства. Работал в различных машиностроительных и инструментальных фирмах в Милуоки, Питтсбурге и Чикаго.
В 1900 году Эвинруд стал соучредителем фирмы Clemick & Evinrude, выпускающей двигатели. 21 ноября 1906 женился на Бесс (Бесси) Эмили Кэри (27.9.1885—13.5.1933). В 1907 году он изобрел первый лодочный двухтактный двигатель внутреннего сгорания из стали и латуни. В этом же году он построил свой первый бензиновый лодочный мотор, а два года спустя в Милуоки основал собственную компанию Evinrude Motor Company, которая выпускала двухтактные двигатели, работающие на смеси бензина и масла. В 1911 году совладельцем компании Эвинруда стал президент компании «Мейерс Тагбоут Лайнз» Крис Мейер. На 1912 год в их предприятии работало 300 сотрудников.
Он создал компанию Evinrude Outboard Motors, которую продал Крису Мейеру для того, чтобы иметь средства для ухода за больной женой.
В 1918—1919 годах Эвинруд изобрел более эффективный и лёгкий двухцилиндровый мотор из алюминия. Продав свою часть в созданной фирме Clemick & Evinrude, он основал новую компанию Elto Outboard Motor Company или ELTO (ELTO — аббревиатура от Evinrude Light Twin Outboard).
Жена Оле Эвинруда — Бесс — умерла в 1933 году, сам Оле умер 12 июля 1934 года.
После смерти Эвинруда управление компанией принял его сын Ральф, став в итоге председателем правления. Компания в настоящее время называется Evinrude Outboard Motors и принадлежат компании Bombardier Recreational Products.

## Интересные факты
- В позднедиснеевском мультфильме «Спасатели» присутствует персонаж — стрекоза Эвинруд, который, по сути, выполняет функции лодочного мотора. Звуки, издаваемые им, имитируют работу двухтактного двигателя.[значимость факта?]